# Římskokatolická farnost Bošín
Římskokatolická farnost Bošín (něm. Boschin)  je církevní správní jednotka sdružující římské katolíky na území 
vesnice Bošín a v jejím okolí. Organizačně spadá do mladoboleslavského vikariátu, který je jedním z 10 vikariátů litoměřické diecéze. Centrem farnosti je kostel Nanebevzetí Panny Marie v Bošíně.

## Historie farnosti
Bošín je starobylá farnost. Místní farní kostel byl vybudován v gotickém slohu před rokem 1362. Současná podoba kostela pochází z 18. století. V pohusitské době v 15. století farnost zřejmě zanikla a objevila se znovu až v 16. století, kdy existovala až do roku 1760. Tehdy opět zanikla. Matriky jsou pro místo vedeny od roku 1788. V roce 1862 byla farnost Bošín znovu obnovena. Do 31. května 1993 byla farnost součástí nymburského vikariátu. V letech 2005 – 2008 byla administrována z rožďalovického děkanství, od roku 2008 pak ze Mcel a od 15. 3. 2023 z Dobrovic.

### Duchovní správcové farnosti a správcové v materiálních záležitostech
Začátek působnosti jmenovaného ve správě farnosti od:
- Sidonius
- 1362 Henricus Rozdialoviecensis
- Vojslav
- 1367 Ioannes
- 1393 Mathias
- 1393 Procopius
- 1402 Joannes Nimburgensis
- 1413 Joannes z Markvartic
- 1588 Martinus Dentulinus z Turtelsteina
- 1595 Martinus Roudnický
- 1650 Franciscus Hieronymus Lanz OFM
- 1655 Stephanus Kaminský
- 1670 dominikáni z Nymburka
- 1728 Andreas Janda OP
- 1760 parochia abolata
- 1862 proto-par. vacat
- 1863 proto-par. (1. farář) Josef Šantroch, n. 27. 7. 1829 Vyskeř, o. 25. 7. 1853, † 12. 8. 1893
- 1893 Wenc. Kadlec, n. 26. 9. 1863 Turnau, o. 22. 5. 1887, † 25. 10. 1956
- 1905 Franc. Vysoký, n. 4. 7. 1864 Poplzí, o. 29. 6. 1897, † 15. 5. 1935
- 1911 Wencesl. Pokorný, n. 25. 6. 1874 Tuklaty, o. 11.7. 1897, † 23. 12. 1921
- 1923 Joann. Černovický, n. 1.6. 1883 Křinec, o. 15.7. 1906, † 15. 9. 1961
- 1937 par. vacat, adm. interc. Rudolfphus Sitte, n. 16. 1. 1910, o. 24. 6. 1934
- 1939 par. vacat, adm. interc. Franciscus Vencl, n. 2. 1. 1881, o. 15.7. 1906
- 1941 par. vacat, adm. exc. Franc. Pražák
- 15. 9. 1945 Stanislav Rozkopal
- 1. 2. 1946 Augustin Rokyta
- 1. 5. 1966 Antonín Švercl
- 1. 8. 1969 Jindřich Krtil
- 1. 8. 1970 Josef Zlámal, O.Melit.
- 1. 1. 1994 Petr Kubíček
  - 1. 2. 2004 – 30. 6. 2018 trvalý jáhen Jaroslav Pekárek, admin. exc. in materialibus
- 1. 10. 2005 Milan Matfiak, admin. exc. in spiritualibus, 2005–2008 z Rožďalovic, poté ze Mcel
- 1. 7. 2016 Lukáš Hrabánek, admin. exc. in spiritualibus ze Mcel;[3] od 1. 7. 2018 admin. exc. ze Mcel
- 15. 3. 2023 František Janíček, admin. exc. z Dobrovic[4]

Kromě kněží stojících v čele farnosti, působili ve farnosti v průběhu její historie i jiní kněží. Většinou pracovali jako farní vikáři, kaplani, katecheté, výpomocní duchovní aj.

## Území farnosti
Do farnosti náleží území obce:
- Bošín
- Mečíř
- Sovenice

## Římskokatolické sakrální stavby a místa kultu na území farnosti
| | Fotografie    | Stavba                         | Místo         | Bohoslužby                      | Zeměpisné souřadnice                     | Status                          | Číslo kulturní památky                       |
| Kostel a fara | Kostel a fara | Kostel a fara                  | Kostel a fara | Kostel a fara                   | Kostel a fara                            | Kostel a fara                   | Kostel a fara                                |
| --- | ------------- | ------------------------------ | ------------- | ------------------------------- | ---------------------------------------- | ------------------------------- | -------------------------------------------- |
| 1. |               | Kostel Nanebevzetí Panny Marie | Bošín         | bližší informace o bohoslužbách | náves 50°16′51″ s. š., 15°6′40″ v. d.    | farní kostel, hřbitov s márnicí | 34891/2-1798 (Pk•MIS•Sez•Obr•WD) (Q24045058) |
| 2. |               | Fara                           | Bošín         | —                               | Bošín 50 50°16′51″ s. š., 15°6′40″ v. d. | bývalé sídlo farního úřadu      | 102996 (Pk•MIS•Sez•Obr•WD) (Q33522241)       |
| Kaple |               |                                |               |                                 |                                          |                                 |                                              |
| 3. |               | Kaple                          | Sovenice      | bohoslužby příležitostně        | 50°17′ s. š., 15°6′5″ v. d.              | obecní kaple                    | —                                            |
| Venkovní kříže |               |                                |               |                                 |                                          |                                 |                                              |
| 4. |               | Krucifix                       | Bošín         | —                               | 50°16′51″ s. š., 15°6′44″ v. d.          | obecní kříž                     | —                                            |
| Některé drobné sakrální stavby a pamětihodnosti lze dohledat zde v databázi Drobné sakrální památky Zaniklé sakrální stavby lze dohledat zde v databázi Poškozené a zničené kostely, kaple a synagogy v České republice |               |                                |               |                                 |                                          |                                 |                                              |

Ve farnosti se mohou nacházet i další drobné sakrální stavby, místa římskokatolického kultu a pamětihodnosti, které neobsahuje tato tabulka.